# 웅남이
웅남이는 2023년 3월 22일에 개봉된 박성광 감독의 코미디, 액션 영화이며 박성광의 장편 연출 데뷔작이다. 박성웅 등이 주연으로 출연하였다.

## 캐스팅

### 주연
- 박성웅 : 나웅남 / 이정학(웅북) 역
- 이이경 : 조말봉 역
- 염혜란 : 장경숙 역
- 최민수 : 이정식 역
- 오달수 : 나복천 역

### 조연
- 윤제문 : 오일곤 역
- 백지혜 : 윤나라 역
- 서동원 : 성 형사 역
- 한다솔 : 유 형사 역

### 그 외 출연
- 김기천 : 파출소장 역
- 변진수 : 최 경사 역
- 최선자 : 배씨 할머니 역
- 양주호 : 용 대리 역
- 곽민호 : 고 대리 역
- 장덕출 : 덕출 역
- 김종구 : 경찰국장 역
- 이정헌 : 경찰 간부 1 역
- 노기홍 : 경찰 간부 2 역
- 김광식 : 장대식 역
- 노이든 : 유아 나웅남/이정학 역
- 차시혁 : 대식 부하 1 역
- 서현우 : 형사 1 역
- 오영윤 : 형사 2 역
- 정규석 : 형사 3 역
- 이동현 : 형사 4 역
- 노상명 : 형사 5 역
- 류재석 : 형사 6 역
- 정기욱 : 경찰 1 역
- 고덕원 : 경찰 2 역
- 이서율 : 경찰 3 역
- 박강토 : 교통경찰 역
- 양동혁 : 반장 역
- 남기석 : 무림 고수 역
- 문경민 : 이장 역
- 김덕주 : 이장 댁 역
- 오지영 : 말봉 엄마 역
- 설도희 : 상인 1 역
- 김미성 : 상인 2 역
- 여은채 : 다방 레지 역
- 이솔이
- 안일권 : 건달 역 (특별출연)
- 김준호 : 비닐하우스 형사팀장 역 (특별출연)
- 정우성 : 우두머리 인간 멧돼지 역 (특별출연)

## 기타
- 공동배급 : 스튜디오 타겟